# Geleidepaard

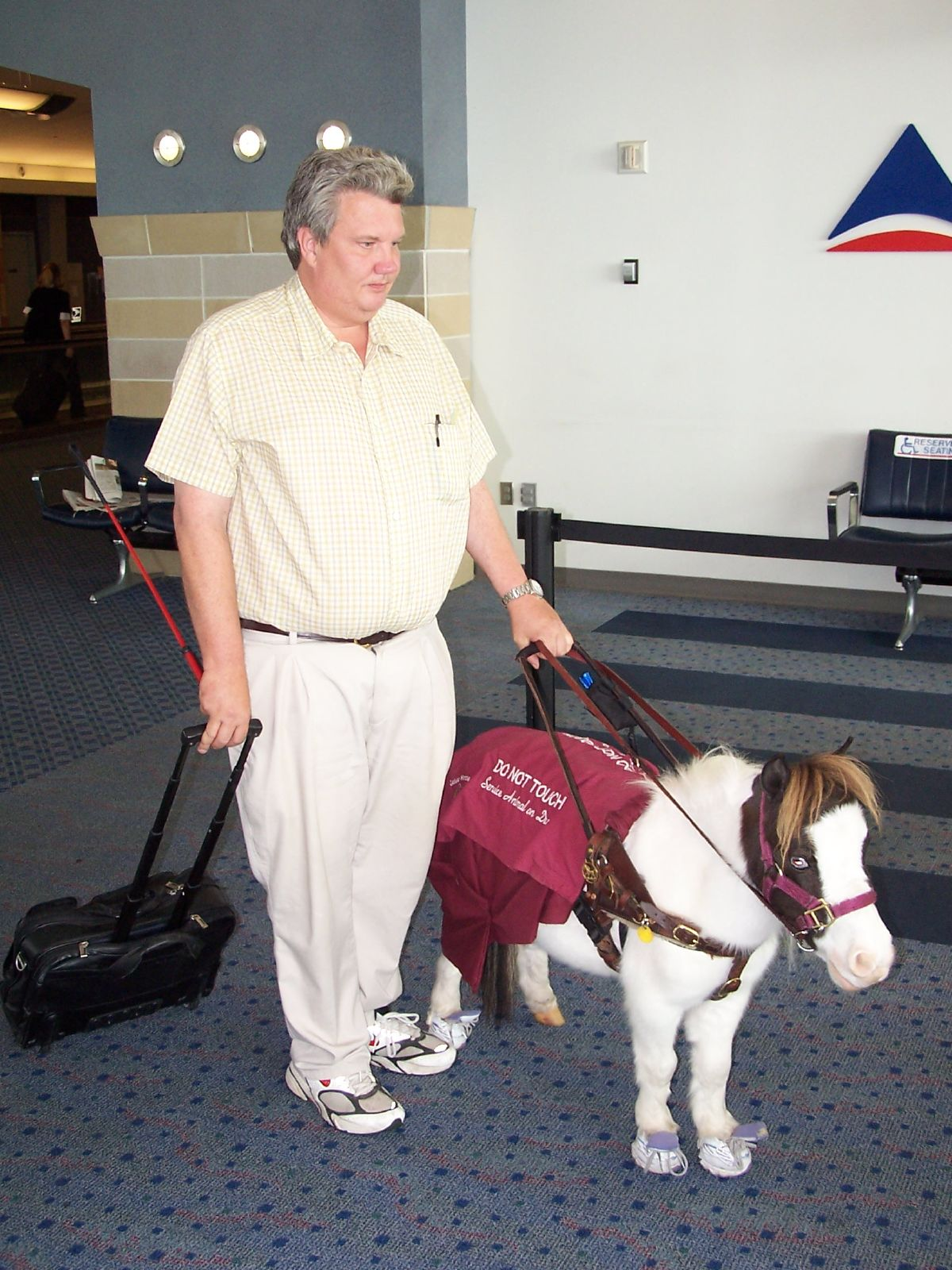
Een man met een geleidepaard op een vliegveld

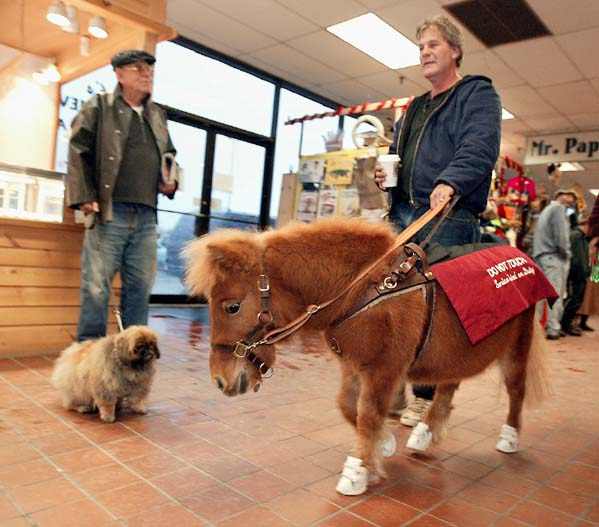
Een man met een geleidepaard in een winkelcentrum

Een geleidepaard is een miniatuurpaard of pony, die getraind is om blinde en slechtziende mensen te begeleiden. Het betreft een experiment voor mensen die geen geleidehond willen of kunnen aanschaffen.
Het gebruik van geleidepaarden als alternatief voor geleidehonden begon in 1999 in de Verenigde Staten. De paarden zijn nog vooral voor mensen die in landelijke gebieden wonen. In de Verenigde Staten worden geleidepaarden opgeleid door de Guide Horse Foundation.
Geleidepaarden hebben enkele voordelen ten opzichte van geleidehonden. Allereerst worden paarden gemiddeld ouder dan honden; een miniatuurpaard kan tot 30 jaar oud worden. Bovendien zijn ze geschikter voor mensen met een fobie of allergie voor honden. Ook voor moslims, die honden als onreine dieren beschouwen, kan een paard een geschikt alternatief zijn.
Een nadeel van geleidepaarden is volgens tegenstanders dat ze zich minder goed dan geleidehonden kunnen aanpassen aan verschillende omstandigheden, het blijft een vluchtdier. Daar waar een hond binnenshuis kan worden gehouden, moet een paard meestal buitenshuis gehouden worden. Geleidepaarden hebben altijd een plek nodig om te verblijven en zich te kunnen ontspannen als ze niet aan het werk zijn. Verder is het voor geleidepaarden vaak lastiger om hun eigenaar te vergezellen in het openbaar vervoer.